# Prefissi telefonici internazionali
Questo è un elenco dei prefissi telefonici internazionali di diversi paesi. I numeri sono assegnati dall'Unione internazionale delle telecomunicazioni (ITU) nello standard E.164.

## Mappa

Prefissi telefonici internazionali

### Zona 1: America settentrionale e Isole dei Caraibi
- +1
  - Stati Uniti d'America e suoi territori[2]
  - Canada[3]
  - Molti, ma non tutti gli Stati caraibici. Ognuno di questi stati utilizza uno o più differenti prefissi di area (area codes in inglese):
    - +1 242: Bahamas
    - +1 246: Barbados
    - +1 264: Anguilla
    - +1 268: Antigua e Barbuda
    - +1 284: Isole Vergini britanniche
    - +1 340: Isole Vergini Americane
    - +1 345: Isole Cayman
    - +1 441: Bermuda
    - +1 473: Grenada
    - +1 649: Turks e Caicos
    - +1 658, +1 876: Giamaica
    - +1 664: Montserrat
    - +1 721: Sint Maarten
    - +1 758: Saint Lucia
    - +1 767: Dominica
    - +1 784: Saint Vincent e Grenadine
    - +1 787, +1 939: Porto Rico
    - +1 809, +1 829, +1 849: Repubblica Dominicana
    - +1 868: Trinidad e Tobago
    - +1 869: Saint Kitts e Nevis

  - Alcuni territori in Oceania:
    - +1 670: Isole Marianne Settentrionali
    - +1 671: Guam
    - +1 684: Samoa Americane

### Zona 2: Principalmente Africa
- +20: Egitto
- +210: riservato al Marocco ma non attivato
- +211: Sudan del Sud - in precedenza era in elenco come "riservato al Marocco"
- +212: Marocco
- +213: Algeria
- +214: riservato all'Algeria ma non attivato
- +215: riservato all'Algeria ma non attivato
- +216: Tunisia
- +217: riservato alla Tunisia ma non attivato
- +218: Libia
- +219: riservato alla Libia ma non attivato
- +220: Gambia
- +221: Senegal
- +222: Mauritania
- +223: Mali
- +224: Guinea
- +225: Costa d'Avorio
- +226: Burkina Faso
- +227: Niger
- +228: Togo
- +229: Benin
- +230: Mauritius
- +231: Liberia
- +232: Sierra Leone
- +233: Ghana
- +234: Nigeria
- +235: Ciad
- +236: Repubblica Centrafricana
- +237: Camerun
- +238: Capo Verde
- +239: São Tomé e Príncipe
- +240: Guinea Equatoriale
- +241: Gabon
- +242: Repubblica del Congo (Brazzaville)
- +243: Repubblica Democratica del Congo (Kinshasa, precedentemente detta Zaire)
- +244: Angola
- +245: Guinea-Bissau
- +246: Diego Garcia
- +247: Isola Ascensione
- +248: Seychelles
- +249: Sudan
- +250: Ruanda
- +251: Etiopia
- +252: Somalia
- +253: Gibuti
- +254: Kenya
- +255: Tanzania
- +256: Uganda
- +257: Burundi
- +258: Mozambico
- +259: Zanzibar – mai implementato (vedi +255 Tanzania)
- +260: Zambia
- +261: Madagascar
- +262: La Riunione e Mayotte
- +263: Zimbabwe
- +264: Namibia
- +265: Malawi
- +266: Lesotho
- +267: Botswana
- +268: eSwatini
- +269: Comore
- +27: Sudafrica
- +290: Sant'Elena
- +291: Eritrea
- +295: dismesso (era assegnato a San Marino, che ora usa +378)
- +297: Aruba
- +298: Fær Øer
- +299: Groenlandia

### Zona 3: Europa
- +30: Grecia
- +31: Paesi Bassi
- +32: Belgio
- +33: Francia
- +34: Spagna
- +350: Gibilterra
- +351: Portogallo
- +352: Lussemburgo
- +353: Irlanda
- +354: Islanda
- +355: Albania
- +356: Malta
- +357: Cipro
- +358: Finlandia
- +359: Bulgaria
- +36: Ungheria
- +37: era usato dalla Repubblica Democratica Tedesca. In tali regioni si usa adesso il codice +49 della Germania riunificata
  - +370: Lituania
  - +371: Lettonia
  - +372: Estonia
  - +373: Moldavia
  - +374: Armenia
  - +375: Bielorussia
  - +376: Andorra
  - +377: Principato di Monaco
  - +378: San Marino
  - +379: assegnato a Città del Vaticano, ma non attivato (viene invece usato +39 06698, come se si trattasse di numeri urbani di Roma)
- +38: era usato dalla Jugoslavia
  - +380: Ucraina
  - +381: Serbia
  - +382: Montenegro
  - +383: Kosovo
  - +385: Croazia
  - +386: Slovenia
  - +387: Bosnia ed Erzegovina
  - +388: dismesso (era in elenco come "Spazio di numerazione telefonica europeo – Servizi Europei")
  - +389: Macedonia del Nord
- +39: Italia

### Zona 4: Europa
- +40: Romania
- +41: Svizzera
- +42: era usato dalla Cecoslovacchia
  - +420: Repubblica Ceca
  - +421: Slovacchia
  - +423: Liechtenstein
- +43: Austria
- +44: Regno Unito
- +45: Danimarca
- +46: Svezia
- +47: Norvegia
- +48: Polonia
- +49: Germania

### Zona 5: Messico, America centrale e meridionale, Indie occidentali
- +500: Isole Falkland
- +501: Belize
- +502: Guatemala
- +503: El Salvador
- +504: Honduras
- +505: Nicaragua
- +506: Costa Rica
- +507: Panama
- +508: Saint-Pierre e Miquelon
- +509: Haiti
- +51: Perù
- +52: Messico
- +53: Cuba
- +54: Argentina
- +55: Brasile
- +56: Cile
- +57: Colombia
- +58: Venezuela
- +590: Guadalupa
- +591: Bolivia
- +592: Guyana
- +593: Ecuador
- +594: Guyana francese
- +595: Paraguay
- +596: Martinica
- +597: Suriname
- +598: Uruguay
- +599: era usato dalle Antille Olandesi ora divise in:
  - +599 3: Sint Eustatius
  - +599 4: Saba
  - +599 5: dismesso (era Sint Maarten, che ora usa +1 721)
  - +599 7: Bonaire
  - +599 8: dismesso (era Aruba, che ora usa +297)
  - +599 9: Curaçao

### Zona 6: Oceano Pacifico meridionale e Oceania
- +60: Malaysia
- +61: Australia
- +62: Indonesia
- +63: Filippine
- +64: Nuova Zelanda
- +65: Singapore
- +66: Thailandia
- +670: Timor Est – in precedenza era assegnato alle Isole Marianne Settentrionali, che ora usano +1 670
- +671: dismesso (era assegnato a Guam, che ora usa +1 671)
- +672: Territori esterni dell'Australia (Antartide, Isola di Natale, Isole Cocos (Keeling) e Isola Norfolk)
- +673: Brunei
- +674: Nauru
- +675: Papua Nuova Guinea
- +676: Tonga
- +677: Isole Salomone
- +678: Vanuatu
- +679: Figi
- +680: Palau
- +681: Wallis e Futuna
- +682: Isole Cook
- +683: Niue
- +684: dismesso (era assegnato alle Samoa Americane, che ora usano +1 684)
- +685: Samoa
- +686: Kiribati, Isole Gilbert
- +687: Nuova Caledonia
- +688: Tuvalu, Isole Ellice
- +689: Polinesia francese
- +690: Tokelau
- +691: Stati Federati di Micronesia
- +692: Isole Marshall

### Zona 7: Russia
- +7: Russia, Kazakistan

### Zona 8: Asia orientale e servizi speciali
- +800: International Freephone
- +808: riservato per Shared Cost Services / Isola di Wake[4]
- +81: Giappone
- +82: Corea del Sud
- +84: Vietnam
- +850: Corea del Nord
- +852: Hong Kong
- +853: Macao
- +855: Cambogia
- +856: Laos
- +86: Cina
- +870: Servizio Inmarsat "SNAC"
- +871, +872, +873, +874: dismessi (costituivano la suddivisione in aree del servizio Inmarsat, ora confluite in +870)
- +875: riservato per il Servizio Mobile Marittimo
- +876: riservato per il Servizio Mobile Marittimo
- +877: riservato per il Servizio Mobile Marittimo
- +878: Universal Personal Telecommunications services
- +879: riservato per il Servizio Mobile Marittimo
- +880: Bangladesh
- +881: Mobile Satellite System
- +882: International Networks
- +883: International Networks (es. iNum)
- +886: Taiwan
- +888: riservato per l'Ufficio delle Nazioni Unite per gli affari umanitari (Office for the Coordination of Humanitarian Affairs, OCHA)

### Zona 9: Asia occidentale e meridionale, Medio Oriente
- +90: Turchia
- +91: India
- +92: Pakistan
- +93: Afghanistan
- +94: Sri Lanka
- +95: Birmania
- +960: Maldive
- +961: Libano
- +962: Giordania
- +963: Siria
- +964: Iraq
- +965: Kuwait
- +966: Arabia Saudita
- +967: Yemen
- +968: Oman
- +969: dismesso - era usato dalla Repubblica Democratica dello Yemen, ora unificata con lo Yemen (+967)
- +970: Stato di Palestina
- +971: Emirati Arabi Uniti
- +972: Israele
- +973: Bahrein
- +974: Qatar
- +975: Bhutan
- +976: Mongolia
- +977: Nepal
- +978: dismesso (era assegnato a Dubai, che ora usa +971)
- +979: International Premium Rate Service. In precedenza era assegnato a Abu Dhabi, che ora usa +971
- +98: Iran
- +991: International Telecommunications Public Correspondence Service trial (ITPCS)
- +992: Tagikistan
- +993: Turkmenistan
- +994: Azerbaigian
- +995: Georgia
- +996: Kirghizistan
- +997: dismesso (era assegnato al Kazakistan, che lo ha abbandonato per tornare a +7)
- +998: Uzbekistan